# Danube Dragons 2017
Questa voce raccoglie le informazioni riguardanti i Danube Dragons nelle competizioni ufficiali della stagione 2017.

## Maschile

### Prima squadra

#### Austrian Football League 2017

##### Stagione regolare
| Vienna 25 marzo 2017, ore 15:00 1ª giornata | Danube Dragons | 35 – 40 (14-0 7-28 7-6 7-6) | AFC Rangers Mödling | Stadion Stadlau (1500 spett.) |

| Vienna 1º aprile 2017, ore 15:00 2ª giornata | Danube Dragons | 37 – 0 (0-0 10-0 27-0 0-0) | Traun Steelsharks | Stadion Stadlau (500 spett.) |

| Traun 15 aprile 2017, ore 17:00 3ª giornata | Traun Steelsharks | 20 – 54 (0-20 0-21 0-7 20-6) | Danube Dragons | Trauner Stadion (1200 spett.) |

| Vienna 29 aprile 2017, ore 16:00 4ª giornata | Danube Dragons | 27 – 28 (7-7 10-7 3-0 7-14) referto | Ljubljana Silverhawks | Stadion Stadlau (300 spett.) |

| Mödling 13 maggio 2017, ore 16:00 CEST 5ª giornata | AFC Rangers Mödling | 42 – 48 (7-0 14-28 7-6 14-14) referto | Danube Dragons | Stadion Mödling |

| Vienna 20 maggio 2017 6ª giornata | Danube Dragons | 33 – 52 (0-14 21-21 0-3 12-14) referto | Graz Giants | Sportplatz Donaufeld |

| Vienna 5 giugno 2017, ore 15:00 CEST 7ª giornata | Danube Dragons | 61 – 10 (14-7 26-0 21-0 0-3) referto | Cineplexx Blue Devils | Stadion Stadlau |

| Graz 17 giugno 2017, ore 15:00 CEST 8ª giornata | Graz Giants | 34 – 27 (0-7 12-14 15-6 7-0) referto | Danube Dragons | ASKÖ Stadion Eggenberg (1600 spett.) |

| Wattens 24 giugno 2017, ore 16:00 CEST 9ª giornata | Tirol Raiders | 45 – 19 (7-0 10-13 14-6 14-0) referto | Danube Dragons | Gernot Langes Stadion (700 spett.) |

| Vienna 2 luglio 2017, ore 15:00 CEST 10ª giornata | Vienna Vikings | 62 – 22 (21-0 14-7 14-0 13-15) referto | Danube Dragons | Hohe Warte Stadion |

##### Playoff
| Graz 15 luglio 2017 Wild Card | Graz Giants | 21 – 28 (3-0 0-7 11-7 7-14) referto | Danube Dragons | ASKÖ Stadion Eggenberg |

| Vienna 23 luglio 2017, ore 15:00 Semifinale | Vienna Vikings | 21 – 18 (7-0 0-3 7-0 7-15) referto | Danube Dragons | Hohe Warte Stadion |

#### Statistiche di squadra
| Competizione      | %Vittorie | In casa | In casa | In casa | In casa | In casa | In casa | In trasferta | In trasferta | In trasferta | In trasferta | In trasferta | In trasferta | Totale | Totale | Totale | Totale | Totale | Totale |
| Competizione      | %Vittorie | G       | V       | N       | P       | Pf      | Ps      | G            | V            | N            | P            | Pf           | Ps           | G      | V      | N      | P      | Pf     | Ps     |
| ----------------- | --------- | ------- | ------- | ------- | ------- | ------- | ------- | ------------ | ------------ | ------------ | ------------ | ------------ | ------------ | ------ | ------ | ------ | ------ | ------ | ------ |
| Stagione regolare | .400      | 5       | 2       | 0       | 3       | 193     | 130     | 5            | 2            | 0            | 3            | 170          | 203          | 10     | 4      | 0      | 6      | 363    | 333    |
| Playoff           | .500      | 0       | 0       | 0       | 0       | 0       | 0       | 2            | 1            | 0            | 1            | 46           | 42           | 2      | 1      | 0      | 1      | 46     | 42     |
| Totale            | .417      | 5       | 2       | 0       | 3       | 193     | 130     | 7            | 3            | 0            | 4            | 216          | 245          | 12     | 5      | 0      | 7      | 409    | 375    |

### Seconda squadra

#### AFL - Division IV 2017

##### Stagione regolare
| Maria Enzersdorf 8 aprile 2017, ore 13:00 1ª giornata | Danube Dragons 2 | 39 – 0 (7-0 32-0 0-0 0-0) referto | Air Force Hawks | BSFZ-Arena |

| 15 aprile 2017, ore 16:00 2ª giornata | Znojmo Knights | 37 – 0 (10-0 7-0 6-0 14-0) referto | Danube Dragons 2 |  |

| 22 aprile 2017, ore 15:00 3ª giornata | Danube Dragons 2 | 12 – 13 (0-0 6-7 0-6 6-0) referto | Upper Styrian Rhinos |  |

| 6 maggio 2017, ore 15:00 CEST 4ª giornata | Carnuntum Legionaries | 3 – 21 (3-0 0-7 0-14 0-0) referto | Danube Dragons 2 |  |

| 27 maggio 2017, ore 15:00 CEST 6ª giornata | Vikings Super Seniors | 0 – 76 (0-28 0-21 0-14 0-13) referto | Danube Dragons 2 |  |

| 11 giugno 2017, ore 16:00 CEST 7ª giornata | Danube Dragons 2 | 17 – 21 (3-6 0-0 7-8 7-7) referto | Carnuntum Legionaries |  |

#### Statistiche di squadra
| Competizione      | %Vittorie | In casa | In casa | In casa | In casa | In casa | In casa | In trasferta | In trasferta | In trasferta | In trasferta | In trasferta | In trasferta | Totale | Totale | Totale | Totale | Totale | Totale |
| Competizione      | %Vittorie | G       | V       | N       | P       | Pf      | Ps      | G            | V            | N            | P            | Pf           | Ps           | G      | V      | N      | P      | Pf     | Ps     |
| ----------------- | --------- | ------- | ------- | ------- | ------- | ------- | ------- | ------------ | ------------ | ------------ | ------------ | ------------ | ------------ | ------ | ------ | ------ | ------ | ------ | ------ |
| Stagione regolare | .500      | 3       | 1       | 0       | 2       | 68      | 34      | 3            | 2            | 0            | 1            | 97           | 40           | 6      | 3      | 0      | 3      | 165    | 74     |
| Totale            | .500      | 3       | 1       | 0       | 2       | 68      | 34      | 3            | 2            | 0            | 1            | 97           | 40           | 6      | 3      | 0      | 3      | 165    | 74     |

## Femminile

### AFL - Division Ladies 2017

#### Stagione regolare
| Vienna 16 settembre 2017 1ª giornata | Danube Dragons Ladies | 6 – 24 (0-6 6-6 0-6 0-6) | Budapest Wolves Ladies | SV Aspern |

| Telfs 30 settembre 2017 2ª giornata | Telfs Patriots Ladies | 14 – 16 (0-8 0-0 8-0 6-8) | Danube Dragons Ladies | Telfs-Sportzentrum |

| Maria Enzersdorf 7 ottobre 2017 3ª giornata | Danube Dragons Ladies | 32 – 2 (6-0 14-0 0-2 12-0) | Schwaz Hammers Ladies | BSFZ-Arena |

| Graz 22 ottobre 2017, ore 15:30 CEST 5ª giornata | Graz Giants Ladies | 6 – 44 (0-24 0-14 6-6-0-0) referto | Danube Dragons Ladies | Stadion Eggenberg |

| Vienna 28 ottobre 2017, ore 15:00 CEST 6ª giornata | Danube Dragons Ladies | 35 – 0 (a tavolino) referto | Graz Giants Ladies | SV Aspern |

| Vienna 11 novembre 2017, ore 12:00 CEST 7ª giornata | Vienna Vikings Ladies | 32 – 0 (18-0 6-0 8-0 0-0) referto | Danube Dragons Ladies | Footballzentrum Ravelinstraße |

#### Playoff
| Vienna 18 novembre 2017 Semifinale | Danube Dragons Ladies | 20 – 0 (6-0 8-0 0-0 6-0) referto | Budapest Wolves Ladies | SV Aspern |

| Vienna 26 novembre 2017 Ladies Bowl | Vienna Vikings Ladies | 27 – 0 (6-0 8-0 7-0 6-0) referto | Danube Dragons Ladies | Footballzentrum Ravelinstraße |

### Statistiche di squadra
| Competizione      | %Vittorie | In casa | In casa | In casa | In casa | In casa | In casa | In trasferta | In trasferta | In trasferta | In trasferta | In trasferta | In trasferta | Totale | Totale | Totale | Totale | Totale | Totale |
| Competizione      | %Vittorie | G       | V       | N       | P       | Pf      | Ps      | G            | V            | N            | P            | Pf           | Ps           | G      | V      | N      | P      | Pf     | Ps     |
| ----------------- | --------- | ------- | ------- | ------- | ------- | ------- | ------- | ------------ | ------------ | ------------ | ------------ | ------------ | ------------ | ------ | ------ | ------ | ------ | ------ | ------ |
| Stagione regolare | .667      | 3       | 2       | 0       | 1       | 73      | 26      | 3            | 2            | 0            | 1            | 60           | 52           | 6      | 4      | 0      | 2      | 133    | 78     |
| Playoff           | .500      | 1       | 1       | 0       | 0       | 20      | 0       | 1            | 0            | 0            | 1            | 0            | 27           | 2      | 1      | 0      | 1      | 20     | 27     |
| Totale            | .625      | 4       | 3       | 0       | 1       | 93      | 26      | 4            | 2            | 0            | 2            | 60           | 79           | 8      | 5      | 0      | 3      | 153    | 105    |